# بانكاج جوشي
بانكاج جوشي (8 أكتوبر 1980 بدلهي في الهند - ) هو لاعب كريكت هندي.

## وصلات خارجية
- بانكاج جوشي على موقع إي آس بي آن كريك إنفو (الإنجليزية)